# NGC 3647
NGC 3647 is een elliptisch sterrenstelsel in het sterrenbeeld Leeuw. Het hemelobject werd op 22 maart 1865 ontdekt door de Duitse astronoom Albert Marth.

## Synoniemen
- ZWG 39.142
- PGC 34816